# 1136
Il 1136 (MCXXXVI in numeri romani) è un anno bisestile del XII secolo.

## Eventi
- Saccheggio e distruzione di Amalfi ad opera di una spedizione pisana

## Nati
- 22 luglio - Guglielmo d'Angiò, nobile normanno († 1164)
- 29 luglio - Petronilla d'Aragona, regina († 1174)
- 4 agosto - Umberto III di Savoia, conte († 1189)
- Agnese di Courtenay († 1184)
- Al-Jazari, matematico, inventore e ingegnere meccanico arabo († 1206)
- Amalrico I di Gerusalemme, cavaliere medievale franco († 1174)
- Oglerio di Lucedio, abate italiano († 1214)
- Ubaldesca Taccini, religiosa italiana († 1205)

## Morti
- 11 gennaio - Bar Sawma, vescovo cristiano orientale siro
- 25 gennaio - Guglielmo VI d'Alvernia, conte
- 21 aprile - Stefano I di Penthièvre, nobile francese
- 27 luglio - Guigo I, monaco cristiano e teologo francese (n. 1083)
- 14 agosto - Anselmo V Pusterla, arcivescovo cattolico italiano
- 15 novembre - Leopoldo III di Babenberg, nobile e santo austriaco
- 21 novembre - William de Corbeil, arcivescovo cattolico normanno
- Alessandro Telesino, abate italiano
- Corrado II di Lussemburgo, nobile (n. 1106)
- Folco I d'Este, nobile italiano (n. 1070)
- Gwenllian, nobile gallese
- Harald IV di Norvegia, re norvegese (n. 1103)
- Abraham bar Hiyya, filosofo, astronomo e matematico spagnolo (n. 1070)
- Hugues de Payns, cavaliere medievale francese

## Calendario
| Calendario 1136 | Calendario 1136 | Calendario 1136 | Calendario 1136 | Calendario 1136 | Calendario 1136 | Calendario 1136 | Calendario 1136 | Calendario 1136 | Calendario 1136 | Calendario 1136 | Calendario 1136 | Calendario 1136 | Calendario 1136 | Calendario 1136 | Calendario 1136 | Calendario 1136 | Calendario 1136 | Calendario 1136 | Calendario 1136 | Calendario 1136 | Calendario 1136 | Calendario 1136 | Calendario 1136 | Calendario 1136 | Calendario 1136 | Calendario 1136 | Calendario 1136 | Calendario 1136 | Calendario 1136 | Calendario 1136 | Calendario 1136 | Calendario 1136 |
| --------------- | --------------- | --------------- | --------------- | --------------- | --------------- | --------------- | --------------- | --------------- | --------------- | --------------- | --------------- | --------------- | --------------- | --------------- | --------------- | --------------- | --------------- | --------------- | --------------- | --------------- | --------------- | --------------- | --------------- | --------------- | --------------- | --------------- | --------------- | --------------- | --------------- | --------------- | --------------- | --------------- |
|                 | 1               | 2               | 3               | 4               | 5               | 6               | 7               | 8               | 9               | 10              | 11              | 12              | 13              | 14              | 15              | 16              | 17              | 18              | 19              | 20              | 21              | 22              | 23              | 24              | 25              | 26              | 27              | 28              | 29              | 30              | 31              |                 |
| Gennaio         | Me              | Gi              | Ve              | Sa              | Do              | Lu              | Ma              | Me              | Gi              | Ve              | Sa              | Do              | Lu              | Ma              | Me              | Gi              | Ve              | Sa              | Do              | Lu              | Ma              | Me              | Gi              | Ve              | Sa              | Do              | Lu              | Ma              | Me              | Gi              | Ve              |                 |
| Febbraio        | Sa              | Do              | Lu              | Ma              | Me              | Gi              | Ve              | Sa              | Do              | Lu              | Ma              | Me              | Gi              | Ve              | Sa              | Do              | Lu              | Ma              | Me              | Gi              | Ve              | Sa              | Do              | Lu              | Ma              | Me              | Gi              | Ve              | Sa              |                 |                 |                 |
| Marzo           | Do              | Lu              | Ma              | Me              | Gi              | Ve              | Sa              | Do              | Lu              | Ma              | Me              | Gi              | Ve              | Sa              | Do              | Lu              | Ma              | Me              | Gi              | Ve              | Sa              | Do              | Lu              | Ma              | Me              | Gi              | Ve              | Sa              | Do              | Lu              | Ma              |                 |
| Aprile          | Me              | Gi              | Ve              | Sa              | Do              | Lu              | Ma              | Me              | Gi              | Ve              | Sa              | Do              | Lu              | Ma              | Me              | Gi              | Ve              | Sa              | Do              | Lu              | Ma              | Me              | Gi              | Ve              | Sa              | Do              | Lu              | Ma              | Me              | Gi              |                 |                 |
| Maggio          | Ve              | Sa              | Do              | Lu              | Ma              | Me              | Gi              | Ve              | Sa              | Do              | Lu              | Ma              | Me              | Gi              | Ve              | Sa              | Do              | Lu              | Ma              | Me              | Gi              | Ve              | Sa              | Do              | Lu              | Ma              | Me              | Gi              | Ve              | Sa              | Do              |                 |
| Giugno          | Lu              | Ma              | Me              | Gi              | Ve              | Sa              | Do              | Lu              | Ma              | Me              | Gi              | Ve              | Sa              | Do              | Lu              | Ma              | Me              | Gi              | Ve              | Sa              | Do              | Lu              | Ma              | Me              | Gi              | Ve              | Sa              | Do              | Lu              | Ma              |                 |                 |
| Luglio          | Me              | Gi              | Ve              | Sa              | Do              | Lu              | Ma              | Me              | Gi              | Ve              | Sa              | Do              | Lu              | Ma              | Me              | Gi              | Ve              | Sa              | Do              | Lu              | Ma              | Me              | Gi              | Ve              | Sa              | Do              | Lu              | Ma              | Me              | Gi              | Ve              |                 |
| Agosto          | Sa              | Do              | Lu              | Ma              | Me              | Gi              | Ve              | Sa              | Do              | Lu              | Ma              | Me              | Gi              | Ve              | Sa              | Do              | Lu              | Ma              | Me              | Gi              | Ve              | Sa              | Do              | Lu              | Ma              | Me              | Gi              | Ve              | Sa              | Do              | Lu              |                 |
| Settembre       | Ma              | Me              | Gi              | Ve              | Sa              | Do              | Lu              | Ma              | Me              | Gi              | Ve              | Sa              | Do              | Lu              | Ma              | Me              | Gi              | Ve              | Sa              | Do              | Lu              | Ma              | Me              | Gi              | Ve              | Sa              | Do              | Lu              | Ma              | Me              |                 |                 |
| Ottobre         | Gi              | Ve              | Sa              | Do              | Lu              | Ma              | Me              | Gi              | Ve              | Sa              | Do              | Lu              | Ma              | Me              | Gi              | Ve              | Sa              | Do              | Lu              | Ma              | Me              | Gi              | Ve              | Sa              | Do              | Lu              | Ma              | Me              | Gi              | Ve              | Sa              |                 |
| Novembre        | Do              | Lu              | Ma              | Me              | Gi              | Ve              | Sa              | Do              | Lu              | Ma              | Me              | Gi              | Ve              | Sa              | Do              | Lu              | Ma              | Me              | Gi              | Ve              | Sa              | Do              | Lu              | Ma              | Me              | Gi              | Ve              | Sa              | Do              | Lu              |                 |                 |
| Dicembre        | Ma              | Me              | Gi              | Ve              | Sa              | Do              | Lu              | Ma              | Me              | Gi              | Ve              | Sa              | Do              | Lu              | Ma              | Me              | Gi              | Ve              | Sa              | Do              | Lu              | Ma              | Me              | Gi              | Ve              | Sa              | Do              | Lu              | Ma              | Me              | Gi              |                 |